# Cyclotrimethylentrinitramin
Cyclotrimethylenetrinitramin (C3H6N6O6), kort RDX er et sekundært brisant sprængstof. RDX er nogenlunde stabilt ved stuetemperatur.

## Anvendelser
Som sprængstof, dog aldrig rent – men blandet med andre sprængstoffer, f.eks. Composition-B der er en blanding af Trotyl, RDX og lidt voks.
I en nedblandet version i airbags.

## Fremstilling
RDX kan fremstilles ved at nitrere hexamin.
| Kemi | Spire Denne artikel om kemi er en spire som bør udbygges. Du er velkommen til at hjælpe Wikipedia ved at udvide den. |